# Bohdanów
Bohdanów (biał. Багданаў, Bahdanau; ros. Богданов, Bogdanow) – agromiasteczko na Białorusi, w obwodzie mińskim, w rejonie wołożyńskim. 
Powstało po 1927 przy stacji kolejowej Bohdanów. W pobliżu znajduje się wieś (dawniej miasteczko) o tej samej nazwie.